# إريك كاندل
إريك ريتشارد كاندل (بالإنجليزية: Eric Richard Kandel) ولد في 7 نوفمبر 1929) هو عالم أعصاب أمريكي من أصل نمساوي حصل على جائزة نوبل في الطب سنة 2000 بالاشتراك مع مواطنه الأمريكي بول غرينغارد والسويدي أرفيد كارلسون وذلك لأبحاثه عن الأسس الفسيولوجية لاختزان المعلومات في الخلايا العصبية.

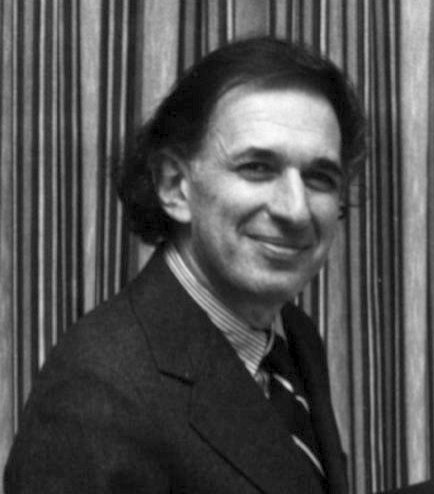
كاندل عام 1978

يعمل كاندل أستاذاً للكيمياء الحيوية والفيزياء الحيوية بكلية الأطباء والجراحين التابعة لجامعة كولومبيا وباحثاً رئيسياً بمعهد هوارد هيوز الطبي، كما أنه مؤسس ومدير مركز البيولوجيا العصبية وعلم السلوك، الذي هو الآن قسم العلوم العصبية بجامعة كولومبيا. ومن مؤلفاته «بحثاً عن الذاكرة: بزوغ علم جديد للعقل» (بالإنجليزية: In Search of Memory: The Emergence of a New Science of Mind) والذي دون فيه سيرته الذاتية والعلمية، وهو الكتاب الذي حصل على جائزة لوس أجلوس تايمز للكتاب في مجال العلوم والتكنولوجيا سنة 2006.

## كلية الطب والأبحاث المبكرة
في عام 1952، بدأ كاندل مشواره التعليمي في كلية الطب بجامعة نيويورك. تزايد اهتمامه بالأساس الحيوي للعقل بحلول تخرجه. التقى كاندل خلال هذه الفترة بزوجته المستقبلية، دينيسي كاندل. شارك كاندل لأول مرة في مجال البحث في مختبر هاري غروندفيست التابع لجامعة كولومبيا. اشتُهر غروندفيست باستخدام راسم الإشارة لإثبات اعتماد سرعة توصيل جهد الفعل على قطر المحور العصبي. عمل الباحثون الذين تعامل معهم كاندل في استقصاء التحديات الفنية لتسجيلات النشاط الكهربائي داخل الخلوي الخاص بالعصبونات الصغيرة نسبيًا في دماغ الفقاريات.
بعد بدء عمله في البيولوجيا الحيوية داخل المجال الصعب للفيزيولوجيا الكهربائية للقشرة المخية، أعجب كاندل بالتقدم الذي أحرزه ستيفن كوفلر باستخدام نظام سهل الوصول تجريبيًا: العصبونات المعزولة من اللافقاريات البحرية. بعد اكتسابه الدراية الكافية بعمل كوفلر في عام 1955، تخرج كاندل من كلية الطب وتعلم من ستانلي كرين كيفية صنع الأقطاب الكهربائية التي يمكن استخدامها للتسجيلات داخل الخلوية في المحاور العصبية العملاقة لدى جراد المياه العذبة.
حاول كارل لاشلي، عالم النفس والأعصاب الأمريكي البارز، تحديد موقع تشريحي لتخزين الذاكرة في القشرة المخية في الدماغ إلا أنه فشل في ذلك. بالتزامن مع انضمام كاندل إلى مختبر الفيزيولوجيا العصبية في معاهد الصحة الوطنية الأمريكية في عام 1957، وصف ويليام بيشر سكوفيل وبريندا ميلنير المريض «إتش إم»، الذي فقد القدرة على تشكيل ذكريات جديدة بعد استئصال الحصين من دماغه. تولى كاندل مهمة إجراء التسجيلات الفيزيولوجية الكهربائية من العصبونات الهرمية في الحصين. استطاع كاندل بالتعاون مع ألدين سبينسر إيجاد دليل فيزيولوجي كهربائي لجهود الفعل في التغصنات الشجيرية لعصبونات الحصين. لاحظ الفريق أيضًا وجود نشاط منظم تلقائي لهذه العصبونات، بالإضافة إلى حدوث تثبيط راجع قوي في الحصين. استطاع الفريق تقديم السجلات داخل الخلوية الأولى للنشاط الكهربائي الكامن خلف الحسكات الصرعية (التحول المزيل للاستقطاب الانتيابي داخل الخلوي) والدورات الصرعية للحسكات (زوال الاستقطاب المستمر داخل الخلوي). مع ذلك، بالنسبة إلى الذاكرة، لم تعط الخواص الفيزيولوجية الكهربائية العامة لعصبونات الحصين أي دلائل على السبب الكامن خلف كون الحصين فريدًا من نوعه فيما يتعلق بتخزين الذاكرة الصريحة.
بدأ كاندل في إدراك وجوب اعتماد تخزين الذاكرة على تعديلات الاتصالات المشبكية بين العصبونات، وأدرك أيضًا صعوبة دراسة الوظيفة التفصيلية للمشابك في نظام معقد التوصيل كالحصين. كان كاندل ملمًا بالدراسات المقارنة للسلوك، كدراسات كونراد لورنتس، ونيكولاس تينبرغن وكارل فون فريش، التي أثبتت وجود أشكال بسيطة من التعلم لدى الحيوانات البسيطة للغاية. فطن كاندل للفائدة الممكنة من اختيار نموذج حيواني بسيط قادر على تسهيل التحليل الفيزيولوجي الكهربائي للتغيرات المشبكية المسؤولة عن التعلم وتخزين الذاكرة. اعتقد أنه من الممكن في النهاية تطبيق النتائج المستخلصة على البشر. لم يخلُ هذا القرار من المخاطر: اعتقد العديد من كبار علماء الأحياء وعلماء النفس أنه من غير الممكن تعلم أي شيء عن الذاكرة البشرية من خلال دراسة فيزيولوجيا اللافقاريات.
في عام 1962، بعد إكماله فترة الإقامة في قسم علم النفس، ذهب كاندل إلى باريس بهدف التعلم عن الرخويات البحرية كاليفورنيا أبلاسيا من لاديسلاف تاوك. أدرك كاندل إمكانية دراسة الأشكال البسيطة للتعلم مثل التعود، والتحسس، والإشراط الكلاسيكي والإشراط الاستثابي باستخدام العقد المعزولة من رخويات الأبلاسيا. «أثناء تسجيل سلوك الخلية المفردة في العقدة، يمكن تنبيه مسار محوار العصب المفرد إلى العقدة كهربائيًا بشكل ضعيف كتنبيه شرطي [لمسي]، بينما أمكن تنبيه مسار آخر كمنبه غير شرطي [ألمي]، باتباع البروتوكول الدقيق المستخدم في الإشراط الكلاسيكي مع منبهات طبيعية لدى الحيوانات السليمة». يمكن بعد هذا تتبع التغيرات الفيزيولوجية الكهربائية الناتجة عن المنبهات المشتركة وصولًا إلى مشابك محددة. في عام 1965، نشر كاندل نتائجه الأولية، بما في ذلك نموذج تأييد قبل مشبكي متناسب على ما يبدو مع أشكال التعلم البسيطة.

## عضو هيئة التدريس في كلية الطب بجامعة نيويورك
شغل كاندل منصبًا في قسمي الفيزيولوجيا وعلم النفس في كلية الطب بجامعة نيويورك، وأسس في النهاية قسم البيولوجيا العصبية والسلوك. عمل مع إيرفينغ كوبفرمان وهارولد بينسكر ليطور بروتوكولات تحديد الأشكال البسيطة للتعلم بواسطة رخويات الأبلاسيا السليمة. أثبت الباحثون على وجه الخصوص أن منعكس انسحاب الخياشيم الشهير، الذي يهدف البزاق من خلاله إلى حماية أنسجة الخياشيم الرقيقة من الخطر، حساس لكل من سلوك التعود والتحسس. بحلول عام 1971، انضم توم كارو إلى مجموعة البحث وساعد في توسيع العمل المنحصر في الدراسات حول الذاكرة قصيرة الأمد ليضم التجارب التي شملت العمليات الفيزيولوجية اللازمة للذاكرة طويلة الأمد.
بحلول عام 1981، استطاع باحثو المختبر بمن فيهم تيري والترز، وتوم أبرامز وروبرت هوكنز توسيع نظام الأبلاسيا ليشمل دراسة الإشراط الكلاسيكي، ما ساعد في سد الفجوة الواضحة بين الأشكال البسيطة للتعلم التي ترتبط غالبًا مع اللافقاريات والأشكال الأكثر تعقيدًا للتعلم التي تظهر غالبًا لدى الفقاريات. بالإضافة إلى الدراسات السلوكية الجوهرية، شملت أعمال المختبر الأخرى تتبع الدارات العصبونية للعصبونات الحسية، والعصبونات البينية والعصبونات الحركية المسؤولة عن السلوكيات المتعلمة. سمح هذا بتحليل فئات معينة من الاتصالات المشبكية التي تخضع للتعديل بواسطة التعلم لدى الحيوانات السليمة. قدمت نتائج مختبر كاندل دليلًا قويًا على أساس آلية التعلم بوصفه «تغيرًا في الفعالية الوظيفية للاتصالات الاستثارية الموجودة مسبقًا». حصل كاندل على جائزة نوبل في الطب أو علم وظائف الأعضاء لعام 2000 نتيجة عمله على الآليات الحيوية لتخزين الذاكرة لدى الأبلاسيا.

## روابط خارجية
- إريك كاندل على موقع IMDb (الإنجليزية)
- إريك كاندل على موقع الموسوعة البريطانية (الإنجليزية)
- إريك كاندل على موقع مونزينجر (الألمانية)
- إريك كاندل على موقع إن إن دي بي (الإنجليزية)